# Petratschen
Petratschen war eine Siedlung in Ostpreußen in der heutigen russischen Oblast Kaliningrad. Die verwaiste Ortsstelle liegt heute im Gebiet des Rajon Neman.

## Ortsname
Der Name Petratschen bedeutet „Sohn von Peter“ (die Endung „-at“ ist die prußisch-schalauische Schreibweise für Sohn, die Endung -schen weist auf einen Ort).

## Geographie
Petratschen lag im Norden der Oblast, südöstlich von Tilsit und südwestlich von Ragnit am südlichen Ufer der Tilse (russisch: Tylscha).

## Geschichte
Bis 1785 wurde die ältere Schreibweise Petratken verwendet und seit 1938 hieß Petratschen Petersfelde (Ostpr.).
Im Jahr 1874 wurde Petratschen in den Amtsbezirk Woydehnen (ab 1939 „Amtsbezirk Wodehnen“) im Kreis Ragnit (ab 1922: Landkreis Tilsit-Ragnit) eingegliedert.
Bis 1935 war Petratschen Landgemeinde und von 1935 bis 1945 Gemeinde.
Nach dem Zweiten Weltkrieg wurde im Jahr 1946 im Ort die Kolchose Krasnaja Armija (Rote Armee) eingerichtet. Im Jahr 1947 wurde der Ort Sitz eines Dorfsowjets und in Petrowo umbenannt. Im Jahr 1968 wurde der Petrowski selski Sowet umfirmiert in den Rakitinski selski Sowet (Kurschen). Auf Karten aus den 1980er Jahren ist der Ort Petrowo noch eingezeichnet. Heute gehören die Überreste dieses Ortes zu Wetrowo (Woydehnen, 1938–1946: Wodehnen).

### Entwicklung der Einwohnerzahlen
- 1910 – 181 Einwohner[3]
- 1933 – 153 Einwohner
- 1939 – 136 Einwohner[4]

## Kirche
Bei überwiegend evangelischer Bevölkerung war Petratschen resp. Petersfelde bis 1945 in das Kirchspiel der Kirche Ragnit eingepfarrt. Sie gehörte zur Diözese Ragnit im Kirchenkreis Tilsit-Ragnit in der Kirchenprovinz Ostpreußen der Kirche der Altpreußischen Union.